# Angsebosjön
Angsebosjön är en sjö i Vetlanda kommun i Småland och ingår i Mörrumsåns huvudavrinningsområde. Sjön har en area på 0,18 kvadratkilometer och ligger 200 meter över havet. Vid provfiske har abborre, gädda, mört och sutare fångats i sjön.

## Delavrinningsområde
Angsebosjön ingår i det delavrinningsområde (633969-143755) som SMHI kallar för Inloppet i Asasjön. Avrinningsområdets medelhöjd är 224 meter över havet och ytan är 74,23 kvadratkilometer. Det finns ett delavrinningsområde uppströms, och räknas det in blir den ackumulerade arean 79,98 kvadratkilometer. Lugnån som avvattnar avrinningsområdet har biflödesordning 2, vilket innebär att vattnet flödar genom totalt 2 vattendrag innan det når havet efter 144 kilometer. Delavrinningsområdet består mestadels av skog (79 procent). Avrinningsområdet har 2,65 kvadratkilometer vattenytor vilket ger det en sjöprocent på 3,6 procent.